# Студьонова Людмила Валентинівна
Людмила Валентинівна Студьонова (20 січня 1942, Іркутськ — 3 березня 2025, ) — українська бібліотекарка-бібліографка, енциклопедистка-краєзнавиця, дослідниця, журналістка, публіцистка. Членкиня Національної спілки краєзнавців України та заслужена працівниця культури України.

## Загальні відомості
Людмила Студьонова народилася в м. Іркутську. З 1959 року проживала в Чернігові, де закінчила середню школу № 17. У 1960 році стала студенткою Московського державного інституту культури, який тоді мав назву — Московський державний бібліотечний інститут. Тут вона здобула професію бібліотекаря-бібліографа вищої кваліфікації та отримала гарну гуманітарну освіту. У 1964 році здійснила спробу змінити свій шлях і пройшла творчий конкурс та вступні іспити до Літературного інституту на відділення літературної критики. Але для вступу у цей престижний навчальний заклад необхідно було здати оригінальні документи, а не копії, а навчатись у двох інститутах одночасно на той час виявилось незаконним. Отже, навчання в інституті культури було продовжено.

## Робота
Після закінчення вузу в 1965 році Людмила Студьонова прийшла на роботу до Чернігівської обласної універсальної наукової бібліотеки ім. В. Г. Короленка, де захопилася краєзнавством. Тут вона пройшла шлях від рядової бібліографки до завідувачки відділу краєзнавства.
Людмила Студьонова разом з досвідченою бібліографкою Ольгою Михайлівною Летошко стояла біля витоків створення краєзнавчої картотеки, яка згодом перетворилась на Зведений краєзнавчий каталог, що наразі є гордістю бібліотеки і базою для наукових досліджень її численних користувачів.
З 1972 року Людмила Стульонова організовує і проводить зустрічі з відомими земляками — діячами науки і культури, так звані «Краєзнавчі п'ятниці». Гостями цих заходів були письменники Григір Тютюнник, Євген Гуцало, Юрій Збанацький, Борис Гусєв, Анатолій Рибаков та інші. У 1974 році активісти «п'ятниць» об'єдналися у клуб «Краєзнавець», віцепрезиденткою і секретаркою якого стала Людмила Студьонова.
У 1974 році в структурі бібліотеки відбулися зміни. У складі новоствореного інформаційно-бібліографічного відділу запрацював кабінет краєзнавства, який очолила Студьонова. З часом кабінет краєзнавства було перетворено у сектор. З 1 січня 1994 року Людмила Студьонова стала завідувачкою створеного у бібліотеці відділу краєзнавства, де пропрацювала на посаді до 2002 року.

## Творчість
Людмила Валентинівна Студьонова спеціалізується на складанні бібліографічних посібників, вона є укладачем понад 150 бібліографічних покажчиків з питань краєзнавства. Це щорічні видання «Знаменні і пам'ятні дати по Чернігівській області за … рік», «Література про Чернігівську область за … рік», покажчики з історії населених пунктів нашого краю, за її участі було започатковано серії бібліографічних посібників «Письменники Чернігівщини», «Історики та краєзнавці Чернігівщини», до 1000-ліття Чернігівської єпархії нею був підготовлений унікальний посібник — бібліографічний покажчик «З історії Чернігівської єпархії» і зовсім недавня робота — посібник «Літературні премії Чернігівщини». Також, за участі Людмили Валентинівни в 2014 році було підготовлено бібліографічний покажчик «Чернігівські шляхи Тараса».
Наприкінці 1960-х років Чернігівська ОУНБ ім. В. Г. Короленка була залучена до збирання матеріалів для написання Чернігівського тому «Історія міст і сіл Української РСР». Очолював цю роботу заступник директора з наукової діяльності Олександр Степанович Клименко. Серед тих, хто брав безпосередньо участь у роботі, була і Людмила Студьонова.
Багато років поспіль займається Людмила Студьонова дослідженням історії створення громадської бібліотеки у Чернігові, правонаступницею якої є ОУНБ ім. В. Г. Короленка. Результатом цієї праці став історичний нарис «Духовна скарбниця краю: від громадської — до універсальної наукової бібліотеки» (2002) та низка публікацій в періодиці. Вона є учасником авторського колективу видання «Історія Чернігівської обласної універсальної наукової бібліотеки ім. В. Г. Короленка: хроніка подій 1877—2016» (2017).
Маючи енциклопедичні знання та щиру зацікавленість в історичних дослідженнях, Людмила Валентинівна Студьонова ні на мить не припиняє наукового пошуку. Вона є автором низки видань із історії Чернігівщини, серед яких «Заклинання сліду» (1995), «Чернігівки в житті славетних» (1996), «Чернігівські князі, полковники, губернатори» (1998), «Чернігівське повітове земство: сторінки історії» (2003), «Ось де, люди, наша слава» (2004), «Долі, обпалені війною» (2005), «Слідами Чернігівського підпілля» (2007), «Право на безсмертя» (2011).
А у 2017 році вийшла друком книга «Чернігівський Beau monde, або Записки бібліографа», в якій йдеться про культурно-мистецьке життя Чернігова другої половини 60-х — 90-х рр. ХХ ст., в якому Чернігівська ОУНБ ім. В. Г. Короленка брала активну участь.
Книга складається з трьох розділів. Перший має назву «На хвилі пам'яті» як своєрідний спогад про студентські роки і початок опанування професією, знайомство з талановитими письменниками, акторами, істориками. Другий — «Чернігівські бувальщини» про деякі історичні епізоди з життя, окремих дивовижних людей, народжених або тих, хто працював на чернігівській землі. Третій розділ «Десь на дні мого серця…» — про щасливе і нещасливе кохання в різний історичний час, яке пережили видатні чернігівці.
Людмила Валентинівна Студьонова є членом авторських колективів багатьох краєзнавчих видань, зокрема «Почесні громадяни Чернігова» (2004), «Чернігівщина краєзнавча» (2004), «Дзвони пам'яті» (2008), «Село над Десною — Шестовиця» (2009), «Реабілітовані історією» (2010), «Пакуль поживемо тут» (2010), «Наш Тичина» (2011) тощо.
Її краєзнавчі розвідки залюбки публікують такі знані в Україні часописи, як «Сіверянський літопис»:
- 1995 — «Генерал, про якого говорять…» [Архівовано 21 березня 2018 у Wayback Machine.];
- 2000 — «Літературний Чернігів на межі століть»;
- 2007 — «Про земця, науковця і не тільки» [Архівовано 21 березня 2018 у Wayback Machine.];
- 2009 — «Театр окупованого Чернігова 1941—1943 рр. Актор В. П. Ігнатенко (1920—2007)» [Архівовано 20 березня 2018 у Wayback Machine.];
- 2010 — «Смерть перетворила її життя на долю» [Архівовано 21 березня 2018 у Wayback Machine.] (До 85-річчя з дня народження О. Й. Білевич);
- 2013 — «Прояви бандитизму та антирадянські акції в Чернігівській області (1943 — поч. 1950-х рр.)»;
- 2014 — «Тарас Шевченко сам по собі й у свій час» [Архівовано 15 грудня 2018 у Wayback Machine.];
- 2015 — «Діяльність Степана Бандери, ОУН УПА за оцінкою російських істориків у 1991—2014 роках» [Архівовано 20 березня 2018 у Wayback Machine.];
- 2015 — «Чарівник, віртуоз» тощо.

У «Літературному Чернігові» були опубліковані такі статті:
- 1994 — «Вертатись хочу на Вкраїну» [Архівовано 9 червня 2016 у Wayback Machine.];
- 2006 — «Чернігівські зв'язки Івана Франка» (До 150-річчя від дня народження письменника) в співавторстві з краєзнавцем Борисом Юр'євим.

Публікують роботи Людмили Валентинівни газети «Гарт», «Сіверщина» та інші видання.

## Нагороди
Багаторічна плідна праця бібліографки та краєзнавиці Людмили Студьонової була неодноразово відзначена грамотами та подяками Чернігівської обласної ради, Чернігівської обласної державної адміністрації. За внесок у розвиток краєзнавчого руху України у січні 2017 року вона відзначена Грамотою Національної спілки краєзнавців України. В березні 2018 року Указом Президента України № 59/2018 [Архівовано 16 червня 2018 у Wayback Machine.] Студьоновій Людмилі Валентинівні присвоєно почесне звання «Заслужений працівник культури України».